# Mustafa Amhaouch
Mustafa Amhaouch, né le 27 juin 1970 à Venlo (Pays-Bas), est un homme politique néerlando-marocain.

## Biographie

### Naissance et études
Le père d'Amhaouch arrive aux Pays-Bas en 1963 en tant que travailleur invité du Maroc. Il passe sa scolarité secondaire entre 1985 et 1991 dans une école technique catholique à Panningen et Venlo. Il étudie ensuite la mesure et la technique de régulation de 1991 à 1995 à la Haute École Fontys à Venlo. Pendant cette période, il devient plusieurs fois champion des Pays-Bas de taekwondo. Après avoir terminé ses études, il travaille brièvement comme testeur de systèmes chez Philips Medical Systems (Best). De 1996 à 2016, il occupe un poste de management chez ASML (Veldhoven).
Amhaouch occupe diverses fonctions sociales. Il est membre du conseil et président de la Fondation Marocaine pour l'Intégration, membre du conseil de la fondation Platform Allochtonen à Helden et membre de la commission de construction pour le nouveau bâtiment d'une mosquée à Helden et est président du club de handball de première division Bevo HC.

### Carrière politique
Amhaouch est membre du conseil municipal de Helden de 1997 à 2006. De 2004 à 2006, il est aussi président du groupe CDA au conseil. De 2010 à 2016, il préside la section CDA de Peel en Maas. Depuis 2011, il est membre du Conseil stratégique du CDA.
Lors des élections législatives de 2010, Amhaouch figure en 41e position sur la liste des candidats du CDA. Il reçoit 1 680 voix, ce qui n'est pas suffisant pour être élu. Aux élections législatives de 2012, il est à la 16e place. Il obtient 1 949 voix, ce qui n'est toujours pas suffisant pour être élu. Après que Peter Oskam a quitté la Chambre des représentants pour devenir maire de Capelle aan den IJssel, Amhaouch est nommé pour lui succéder. Son installation a lieu le 12 janvier 2016. 
En mai 2023, Mustafa Amhaouch souligne l'importance de renforcer les liens entre l'Europe et l'Afrique à travers des relations commerciales équitables, en réponse à la stratégie africaine lancée par le gouvernement. Il critique la dépendance continue de l'Afrique à l'aide au développement et appelle à des investissements structurels dans les économies africaines pour favoriser l'autonomie et la résilience. Amhaouch met en avant l'intégration de l'Afrique dans la chaîne de valeur économique européenne, non seulement pour stimuler l'économie locale africaine mais aussi pour créer des emplois durables et prévenir l'exode des cerveaux. Il insiste sur la responsabilité morale de l'Europe de soutenir un développement économique qui profite à la fois à l'Afrique et à l'Europe, en contraste avec les approches passées qui ont exploité les ressources africaines sans apporter d'améliorations structurelles. Il appelle également à une action européenne unifiée pour promouvoir un commerce international responsable et durable, soulignant l'importance des matières premières africaines pour la transition énergétique globale et la nécessité de contrer l'influence de la Russie et de la Chine en Afrique.
Le 13 août 2023, il annonce qu'il ne se représentera pas aux prochaines élections législatives,.

## Décorations
Le 27 avril 2007, Amhaouch est nommé membre de l'Ordre d'Orange-Nassau. Le 5 décembre 2023, il est nommé chevalier de l'Ordre d'Orange-Nassau.